# 사람 메타뉴모바이러스
사람 메타뉴모바이러스(human metapneumovirus, hMPV)는 뉴모바이러스과에 속하는 음성 단일가닥 RNA 바이러스이다. 조류 메타뉴모바이러스 C형과 계통학적으로 매우 밀접하다. 2001년에 네덜란드에서 RAP-PCR(RNA Arbitrarily Primed -)기술을 통해 처음으로 분리되었다. 근래에 유아의 호흡기 세포융합 바이러스 감염이 감소함에 따라 현재 유아 급성 호흡기 감염에 있어서 두 번째로 흔한 감염원이다.
hMPV는 2개월에서 3개월 사이의 유아에게서 피크를 찍는 호흡기 세포융합 바이러스보다 살짝 늦은 6개월에서 12개월 사이의 유아에게서 피크를 찍는다. 호흡기 세포융합 바이러스와 hMPV의 위험성과 의료적 증상은 서로 유사하다. 노인 역시 hMPV에 취약한 대상이다.

## 분류
| 속               | 종                    | 바이러스 (축약어)           | NCBI 분류 ID |
| ---------------- | --------------------- | --------------------------- | ------------ |
| 메타뉴모바이러스 | 조류 메타뉴모바이러스 | 조류 메타뉴모바이러스(AMPV) | 38525        |
| 메타뉴모바이러스 | 사람 메타뉴모바이러스 | 사람 메타뉴모바이러스(hMPV) | 162145       |

## 유행병
어린이 입원환자 및 외래환자의 기도 감염 원인에서 hMPV는 6%에서 40%를 차지한다. 전세계적으로 퍼져있으며, 온대지방에서는 늦겨울에서 봄 사이에 호흡기 세포융합 바이러스, 인플루엔자와 함께 계절성 바이러스로 따라온다. 또한 5세 이하의 어린이의 대부분이 이 바이러스에 노출되어있음이 혈청학 연구로 밝혀졌다. 이처럼 거의 모든 사람이 어린 시절에 이 바이러스에 감염되지만, 이후에 다시 이 바이러스에 재감염되는 일이 빈번하게 일어난다.
인간 메타뉴모바이러스로 인해 야기되는 대표적 질병은 감기(상부 기도 감염)이다. 그러나 미숙아, 65세 이상의 노인, 면역결핍 환자의 경우 감기보다 더 치명적인 질병이 걸려 입원환자로 전환되는 경우가 있다. 노인에게 hMPV가 인플루엔자만큼 치명적인 바이러스로 작용함이 입원환자와 응급실 방문환자를 대상으로 한 연구를 통해 밝혀졌다. 또한 천식 환자나 만성 폐쇄성 폐질환 환자의 경우 hMPV 감염은 더욱 치명적일 수 있다. 장기 간호시설의 환자들 사이에서 hMPV가 급증해 사망자가 발생한 사례가 다수 있다. 2020년 일본 아와시의 한 노인시설에서는 17명의 hMPV환자가 발생해 5명이 사망했다.

### 2024–2025 유행
중국 질병예방통제센터에서는 2024년 12월 16일에서 22일에 걸쳐 호흡기 감염증 환자가 급격히 늘어나고 있다는 보고를 내놓았다. 이때 유증상자의 6.2%가 hMPV에 감염된 것으로 드러났는데, 이는 SARS-CoV-2, 리노바이러스, 아데노바이러스보다 더 높은 비율이었다. 중국 질병예방통제센터는 특히 14세 이하의 청소년 인구에서 감염 환자가 급격히 늘어났다고 밝혔으며, 홍콩, 말레이시아, 카자흐스탄, 인도에서도 줄줄이 확진자가 나타나기 시작했다.

## 유전체

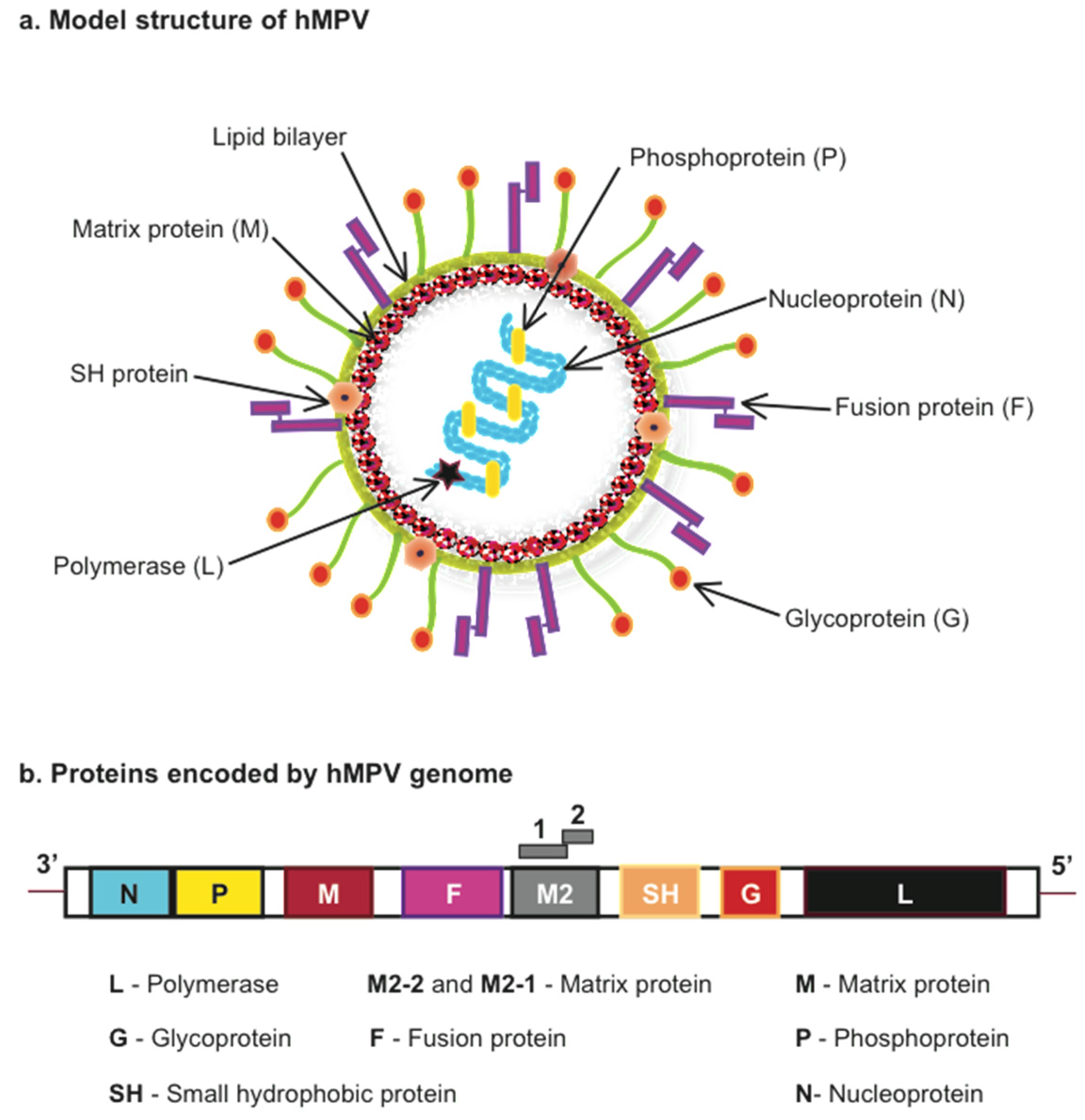
인간 메타뉴모바이러스(hMPV)가 암호화하는 모델 구조 및 단백질. (a) 바이러스 단백질에 대한 hMPV 모델 구조, (b) 바이러스 유전체.

hMPV의 유전체 구조는 호흡기 세포융합 바이러스와 유사하나 몇 가지 차이점이 존재한다. 첫째로 hMPV에는 비구조유전자 NS1, NS2가 존재하지 않으며, 둘째로 hMPV의 안티센스 RNA 유전체에 있는 8개의 오픈 리딩 프레임이 호흡기 세포융합 바이러스의 3’-N-P-M-F-M2-SH-G-L-5’과는 다르다. 이보다는 조류 메타뉴모바이러스와 훨씬 유사하며, 특히 조류 메타뉴모바이러스 C와 유사하다. 계통학적 분석을 통해 hMPV에 소분류로 A와 B가 존재하며, 각각은 또 A1/A2와 B1/B2의 아류형으로 구성됨이 밝혀졌다.

## 바이러스학
hMPV는 코와 허파의 상피세포를 감염시키는데, 당단백질을 통해 헤파란황산염 및 글리코사미노글리칸과 반응하여 세포막에 부착할 것으로 추측된다. 또한 hMPV의 융합 단백질에 있는 아르기닌-글라이신-아스파라긴(RGD) 모티프가 인테그린을 세포 수용체삼아 바이러스가 세포 내부에 엔도솜의 형태로 침투할 수 있도록 한다.

## 검사

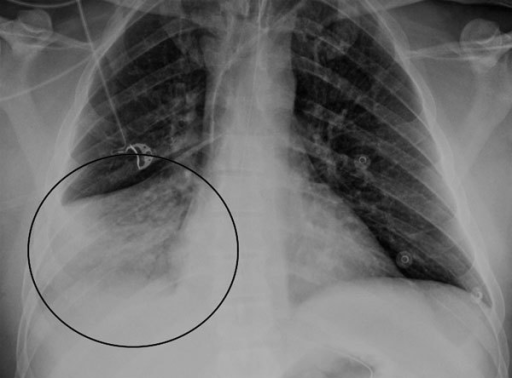
뇌염 관련 사람 메타뉴모바이러스에 감염된 47세 남성의 흉부 방사선 사진. 오른쪽 중엽(원)의 경화는 폐렴으로도 볼 수 있다.

hMPV는 역전사 중합효소 연쇄반응(RT-PCR)을 통해 호흡기 표본으로부터 RNA를 증폭하여 검출한다. 이외에도 핵산을 이용해서 저렴하게 검출할 수 있는데, 구체적인 방법은 다음과 같다.
1. 면역 형광법을 통해 비인두(鼻咽頭) 분비물로부터 직접 hMPV 항원을 찾는다.
2. 단클론항체를 사용한 면역형광염색을 통해 비인두(鼻咽頭) 분비물을 직접 찾거나, 아니면 이를 쉘 바이알(shell vial)에서 배양한 후 찾는다.
3. 면역형광검정법(- assay)를 통해 hMPV 특이적 항체를 찾는다.
4. 다클론항체를 통해 배양된 세포로부터 직접 분리한다.

## 전염
전염 경로가 완전히 밝혀지지는 않았으나, 감염된 분비물, 비말, 에어로졸, 혹은 매개물을 통해 전염될 것으로 여겨진다. 병원에서 hMPV에 감염된 사례도 보고되었다.

## 치료
2008년 기준 뚜렷한 치료법이 개발되지 않았으나, 모형동물에서는 리바비린이 효과를 보인다는 점이 알려져있었다.
메타뉴모바이러스의 RNA 백신은 미국의 제약회사인 모더나에 의해 처음 개발되었다. 2019년에 1상시험에 들어갔으며, 백신 접종 2개월 후 모든 용량 수준에서 내약성이 우수하며 중화 항체 생성을 촉진하는 면역 반응을 유발한다는 보고가 이루어졌다.

## 진화
조류 메타뉴모바이러스가 1970년대에 보고된 것에 비해, hMPV는 2001년이 되어서야 알려졌다. 베이즈 추론법에 의하면 hMPV는 대략 1800년대에 조류 메타뉴모바이러스에서 분리되었으며 궁극적으로는 119년에서 133년 전에 발생한 것으로 보인다.